# Cryptogramma
Cryptogramma é uma género de fetos pertencente à família Pteridaceae. É composto por 10 espécies que vivem em zonas temperadas do Hemisfério Norte.
As plantas deste género têm dois tipos de folhas muito diferentes. As folhas férteis possuem os esporângios distribuídos em segmentos estreitos, podem se curvar formando um soro. As folhas não férteis têm segmentos mais largos e parecem-se com as folhas de salsa.
Crecen en zonas rocosas.

## Taxonomia
Cryptogramma foi descrito por Robert Brown e publicado em Narrative of a Journey to the Shores of the Polar Sea 767, no ano de 1823. A espécie-tipo é Cryptogramma acrostichoides R. Br.

## Etimologia
Cryptográmma: nome genérico que deriva do grego kryptós = oculto; e grammé = "linha". A linha de soros está coberta pela margem encurvada da fronde.

## Espécies
- Cryptogramma acrostichoides R. Br.
- Cryptogramma anomophyllum (Zenker) Fraser-Jenk.
- Cryptogramma brunoniana Wall. ex Hook. & Grev.
- Cryptogramma crispa (L.) R. Br. ex Hook.
- Cryptogramma emeiensis Ching & K.H. Hsing
- Cryptogramma gracilis (Michx.) Clute
- Cryptogramma raddeana Fomin
- Cryptogramma shensiensis Ching
- Cryptogramma sitchensis (Rupr.) T. Moore
- Cryptogramma stelleri (S.G. Gmel.) Prantl

## Portugal
Em Portugal este género está representado por uma única espécie, nomeadamente em Portugal Continental, de onde é nativa:
- Cryptogramma crispa (L.) R.Br. ex Hook.